# Кученяевское сельское поселение
Кученяевское се́льское поселе́ние — муниципальное образование в Ардатовском районе Мордовии Российской Федерации.
Административный центр — село Кученяево.

## История
Статус и границы сельского поселения установлены Законом Республики Мордовия от 28 декабря 2004 года № 115-З «Об установлении границ муниципальных образований Ардатовского муниципального района, Ардатовского муниципального района и наделении их статусом сельского поселения, городского поселения и муниципального района».
В 2020 году в Кученяевское сельское поселение были включены все населённые пункты упразднённого Кельвядинского сельского поселения.

## Население
| 2002 | 2010 | 2012 | 2013 | 2014 | 2015 | 2016 |
| ---- | ---- | ---- | ---- | ---- | ---- | ---- |
| 902  | ↘763 | ↘732 | ↘718 | ↘680 | ↘660 | ↘638 |
| 2017 | 2018 | 2019 | 2020 | 2021 |      |      |
| ↘607 | ↘597 | ↘588 | ↘561 | ↗876 |      |      |

## Состав сельского поселения
| № | Населённый пункт | Тип населённого пункта | Население |
| - | ---------------- | ---------------------- | --------- |
| 1 | Заря             | посёлок                | 3         |
| 2 | Кученяево        | село                   | ↘763      |
| 3 | Андреевка        | село                   | ↘132      |
| 4 | Кельвядни        | село                   | ↘352      |